# Retrovirusul Koala
Retrovirusul Koala (RVKo) este un retrovirus prezent în multe populații de koala. Se pare că acest virus este cauza Sindromului de Imuno-Deficiență Koala (SIDK), o imunodeficiență similară cu SIDA care lasă animalele infectate mai predispuse la boli infecțioase și cancer.